# Rutuba
Rutuba is een geslacht van wantsen uit de familie van de Reduviidae (Roofwantsen). Het geslacht werd voor het eerst wetenschappelijk beschreven door Torre-Bueno in 1914.

## Soorten
Het genus bevat de volgende soorten:

- Rutuba buenoi Costa Lima & Campos Seabra, 1945
- Rutuba perpugnax Torre Bueno, 1914
- Rutuba zikani Costa Lima & Campos Seabra, 1945